# Ardèche (IGP)
L'ardèche, appelé vin de pays de l'Ardèche jusqu'en 2009, est un vin français d'indication géographique protégée (le nouveau nom des vins de pays). Cette production de vin était labellisée vin de pays par décret de l'INAO depuis le 13 septembre 1968.

## Histoire
La vigne existe en Ardèche depuis la fin du Tertiaire y est peut-être indigène, puisque ses feuilles fossilisées dans des dépôts de diatomées ont été trouvées dans des couches du Pliocène aux environs de Privas. Elles proviennent d'une vigne identifiée comme vitis previnifera Sap.. Selon Louis Levadoux, ce type de vigne marque le passage entre les vignes asiatiques et la vigne européenne apte à faire du vin.
Sous l'Antiquité, et en particulier au cours de la colonisation romaine, la vigne fut prospère comme le prouve le nom de Valvignères. Sa plus ancienne graphie est in Vallevinaria (attesté en 892), un toponyme d'origine latine signifiant la vallée productrice de vins. Et dans son Histoire naturelle, Pline l'Ancien relate l'existence d'un cépage sélectionné par les Helviens « A Alba Helviorum, dans la province de Narbonnaise, a été inventée une vigne perdant sa fleur en un jour et par cela très robuste. ».
Au XVIIe siècle, Olivier de Serres, apprécie les vins d’Ardèche « tant précieux et délicats qu’il n’est point besoin d’en aller chercher ailleurs! ».

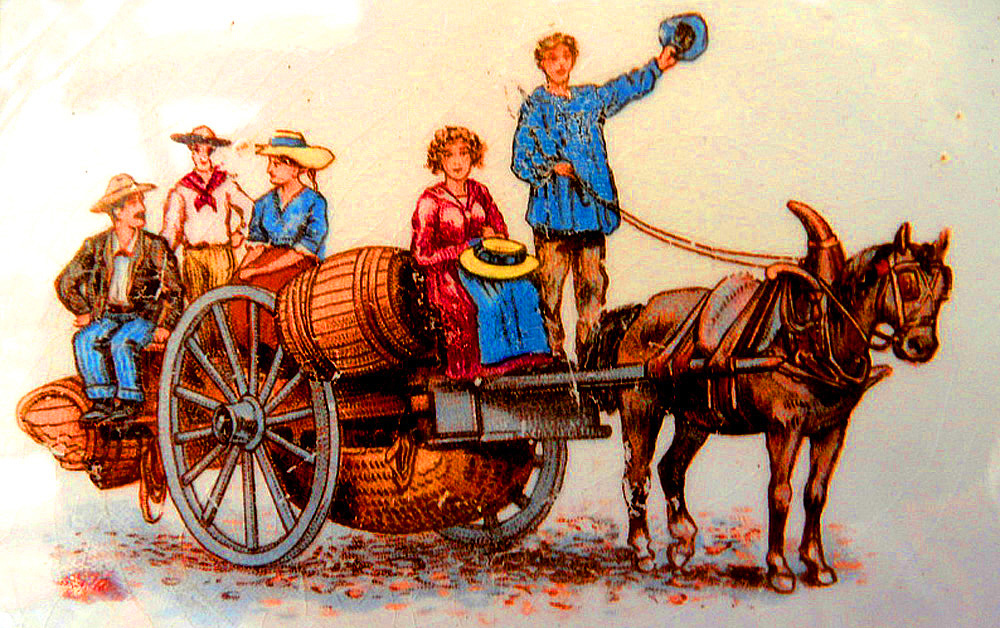
Transport du vin en Ardèche

Les routes muletières, très utilisées jusqu'à la fin du XIXe siècle, sont au nombre de quatre. Les mules étaient alors le seul moyen sûr de transports dans la montagne ardéchoise et permettaient de passer de la marchandise du Vivarais au Velay. Elles étaient toujours tracées sur les crêtes et servaient aux muletiers à transporter le vin des vallées ardéchoises en montagne. Il était d'ailleurs affirmé que le vin se bonifiait en altitude. Le voyage de retour permettait de redescendre des grains, principalement de la lentille du Puy. 
Le métier de muletier, muletier était un titre, était loin d'être servile. Un porteur de vin, pour pouvoir y avoir droit, devait posséder six mulets ou plus, équipés de toutes pièces. Maître de ses bêtes, comme le vigneron l'était de sa terre, les muletiers, comme les marins, avaient un sentiment religieux profond. Un des lieux de leur dévotion était la cathédrale du Puy-en-Velay et sa vierge noire. 
Le vin était transporté dans des outres de peau (bœuf ou chèvre) d'une contenance de huit setiers soit 168 litres de vin. Ces outres servaient à contenir le grain du retour. Sèches, on les faisait tremper pour leur redonner leur souplesse, définitivement hors d’usage, elles étaient rétrocédées aux savetiers qui s'en servaient pour faire des semelles de chaussures. Comme l'activité viticole était importante dans la partie sud de l’Ardèche (production supérieure des 2/3 à la consommation), le vin fut longtemps objet d'exportation vers les régions ardéchoises du haut-plateau. 

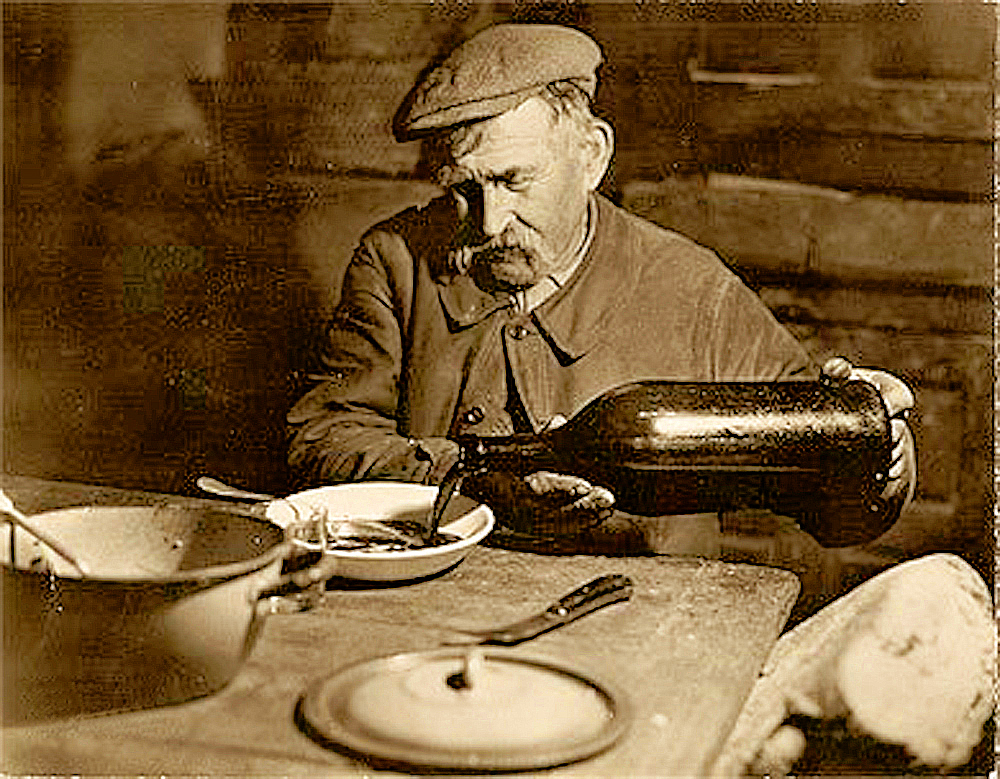
Chabrot en Ardèche

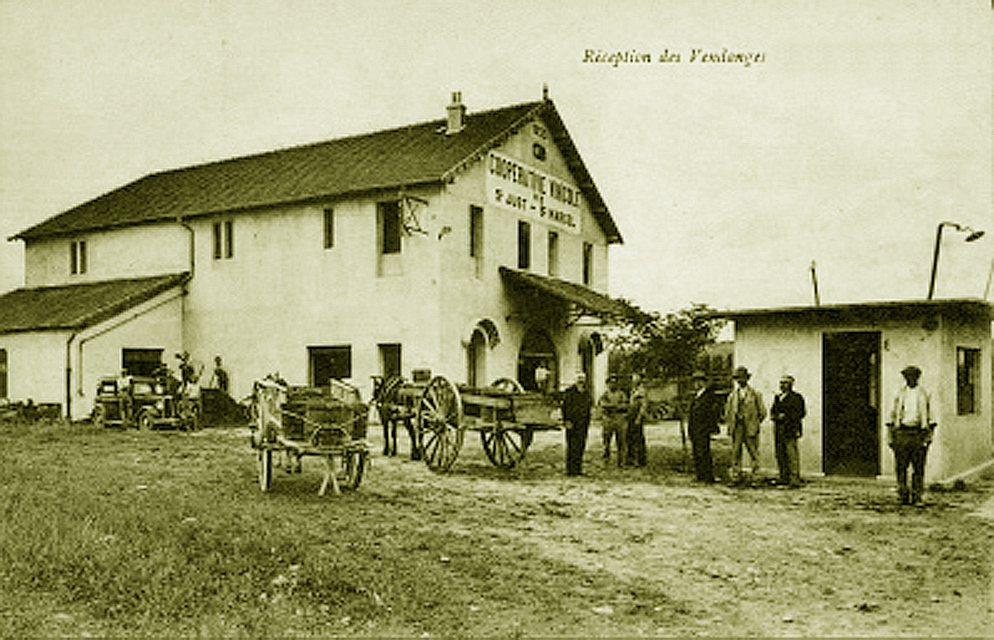
Cave coopérative des vignerons de Saint-Just-d'Ardèche lors des vendanges en 1924

Au début du XXe siècle, le vignoble s'étend sur plus de 25 000 hectares et les vignerons se regroupent en caves coopératives qui, un siècle plus tard, vinifient près de 90 % de la récolte. Au cours de ce siècle, le vignoble ardéchois a fortement évolué. Des hybrides ont été plantés pour reconstituer le vignoble après le phylloxéra.

Jusqu'aux années 1950, dans le sud du département, la production vinicole était à 99,5 % composée de vins ordinaires. Le travail de la vigne en était facilité car les cépages hybrides résistaient à la maladie (donc peu de traitements) et au gel. C'est ce breuvage que découvrit Jean Ferrat quand il s'installa en Ardèche et qui était déjà en voie de disparition : 
Le vin ne sera plus tiré

C'était une horrible piquette

Mais il faisait des centenaires

À ne plus que savoir en faire

S'il ne vous tournait pas la tête.

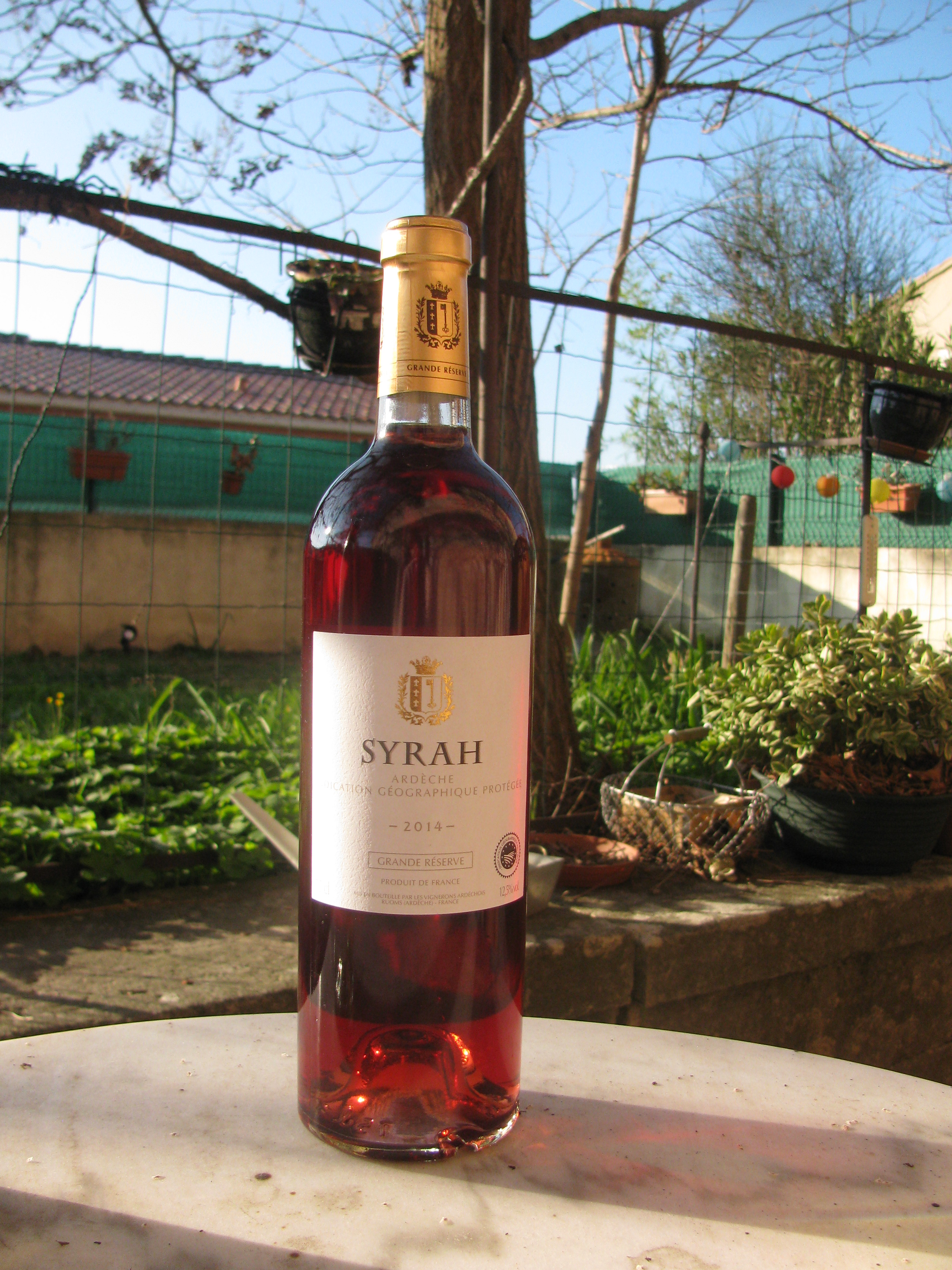
IGP Ardèche Syrah

Car le pari de la qualité avait été lancé afin d'en finir avec la vente en vrac et se diriger vers la vente en bouteilles sur le lieu de production par les vignerons eux-mêmes. La reconversion du vignoble devint une nécessité et fut entreprise au cours des années 1970. Les hybrides furent arrachés et on replanta des cépages nobles tel que grenache, cinsault, syrah, gamay, cabernet-sauvignon ou merlot. Les premiers débouchés commerciaux de ces vins furent liés au tourisme.
C'est dans ce cadre que, dans les Cévennes ardéchoises, a été redécouvert, au cours des années 1990, le chatus N, un cépage autochtone, dont la culture avait été anéantie par le phylloxéra en 1880. Elle a été relancée avec succès.
Tout comme le tourisme, la viticulture ardéchoise est un des moteurs du développement économique du département. Par son importance, c'est la première production agricole départementale et le troisième vignoble de la région Rhône-Alpes.
Le vignoble exempt de cépages hybrides put, par le décret 68-807 du 13 septembre 1968 revendiquer le label Vin de Pays de l’Ardèche. Label qui, au 1er août 2009, a été reconnu comme indication géographique protégée au niveau européen,. Ce logo IGP de l'Union européenne figure sur l'étiquetage lorsque la mention indication géographique protégée est remplacée par la mention traditionnelle Vin de Pays.

## Géographie

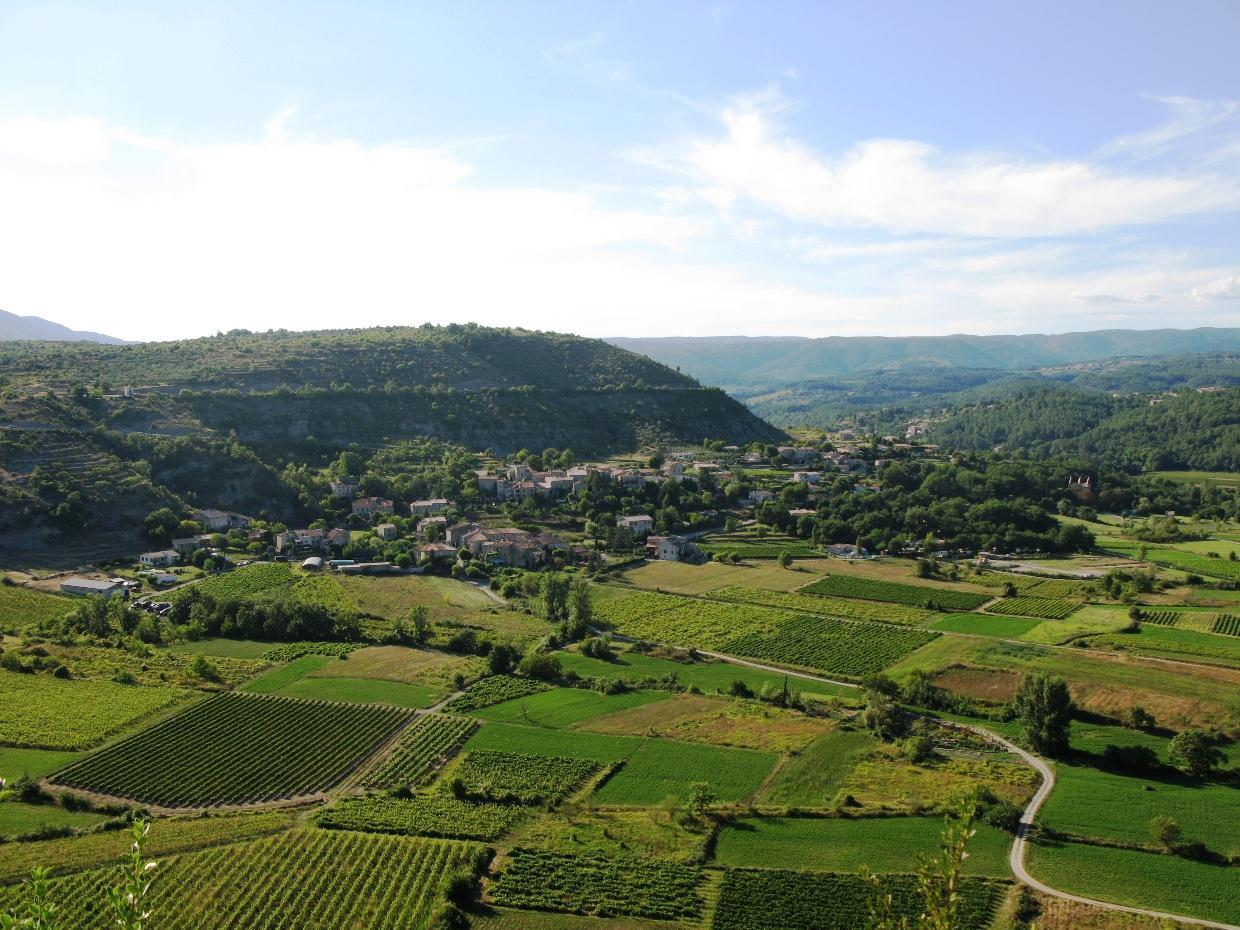
Vignobles de Chassagnes

### Orographie et géologie
Le vignoble est implanté sur le piémont de la montagne ardéchoise composé de sols de gneiss, sablo-argileux, calcaires, granitiques et comportant de l'oxyde de fer.
Les pédologues ont distingué quatre grands types de sols. Par leur composition, ils vont typer les vins en leur donnant des caractéristiques spécifiques liées à leur terroir :
- Les garrigues sont composés de sols brun-rouge, très caillouteux, issus de calcaires marneux. Ces sols sont souvent feuilletés par des bancs argileux, ce qui leur assure une bonne réserve hydrique[2],
- Les pentes de sols minces qui sont le résultat de l’érosion marneuse ou marno-gréseuse[2],
- Les collines sont essentiellement composées de sols sablo-argileux rouges et caillouteux. Non calcaires, elles reposent sur un substrat de grès jurassiques très anciens[2],
- Les sols caillouteux et profonds sont fort variés. Ils peuvent être le résultat de cônes d’éboulis au débouché des combes, ou bien provenir d'anciennes terrasses alluviales caillouteuses. Sur ces types de sols, la vigne pousse sur des faïsses (restanques) aménagées à flanc de coteaux[2].

### Climat
Le terroir viticole de l'Ardèche, d'une façon générale, est soumis à un climat semi-continental avec influences méditerranéennes. Il se diversifie en climat de l'Ardèche méridionale, climat de la Cévenne ardéchoise, climat du Coiron et des Boutières, climat de la vallée du Rhône ardéchoise.

## Vignoble

### Présentation

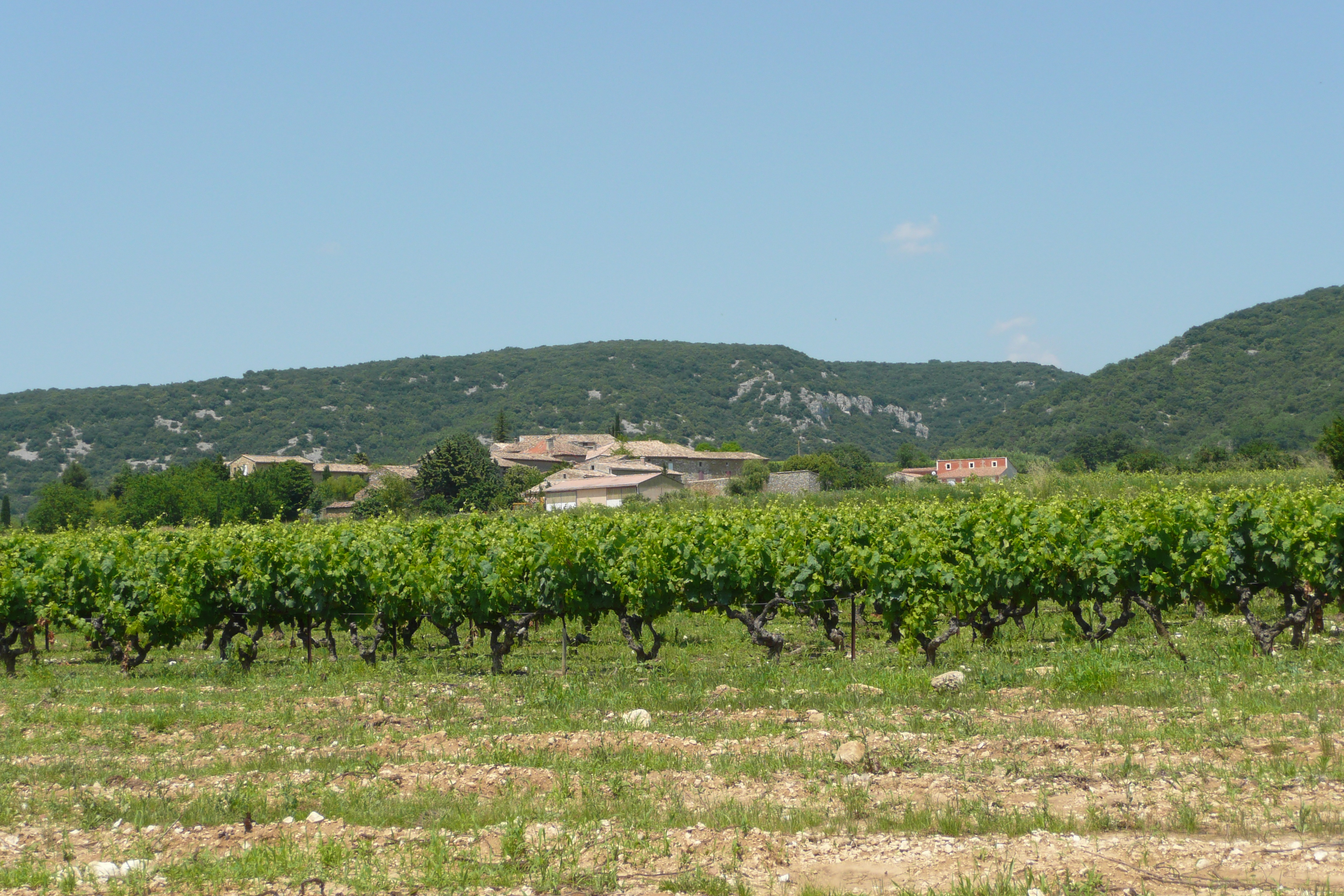
Vignoble de Saint-André-de-Roquepertuis

Coincé entre la vallée du Rhône à l’est, sur une longueur de 140 kilomètres et les hauts-plateaux volcaniques du Massif central à l’ouest, le département de l'Ardèche correspondant à l'ancienne province du Vivarais. Sa zone de production couvre 7 500 hectares et s'étend sur 339 communes. L'IGP (indication géographique protégée) déborde dans une petite partie du Gard, sur les communes d'Issirac, Laval-Saint-Roman, Le Garn, Montclus, Saint-André-de-Roquepertuis, Saint-Privat-de-Champclos, Saint-Jean-de-Maruéjols-et-Avéjan, Barjac, Rochegude, Rivières et Saint-Denis.

### Conditions de production
Pour les vins rouge, rosé et blanc, qui postulent au label indication géographique protégée  Ardèche, le rendement maximum à l’hectare doit être de 90 hectolitres et ils doivent présenter un titre alcoométrique volumique acquis au moins égal à 9 %.
L'IGP Ardèche peut être complétée par les mentions primeur ou nouveau ainsi que par le nom de l’unité géographique plus petite Coteaux-de-l'ardèche, selon les conditions fixées par le cahier des charges. Les volumes de vins de pays produits annuellement sont à la hauteur de 350 000 à 385 000 hectolitres dont 25 000 en IGP Ardèche Primeurs.
L’IGP Ardèche représente à elle seule près de 90 % de la production vinicole du département, confirmant son rôle central dans la viticulture régionale. Cette appellation s’étend sur près de 6 800 hectares, répartis entre plaines, coteaux et terrasses, offrant une diversité de terroirs unique.

### Encépagement
Pour les vins rouges et rosés les cépages principaux sont les cabernet franc N, cabernet-sauvignon N, caladoc N, carignan N, chatus N, cinsault N, gamaret N, gamay N, grenache N, marselan N, merlot N, pinot N, syrah N. Pour les vins blancs, sont le plus souvent utilisées les chardonnay B, clairette B, grenache B, marsanne B, muscat petits grains B, roussanne B, sauvignon B, ugni B, viognier B.
L'IGP est élaborée soit en cépage unique, soit en assemblage de plusieurs variétés. Pour les vins rouges, qui représentent 45 % de la production, 43 % sont en mono-cépage et 57 % en assemblage. Les vins rosés, soit 35 % des volumes produits, 57 % sont l'assemblage de plusieurs cépages. Quant aux vins blancs, qui représentent 20 % des volumes, ils sont majoritairement vinifiés en mono-cépage puisque seule 25 % de leur production est assemblée.

### Types de vin

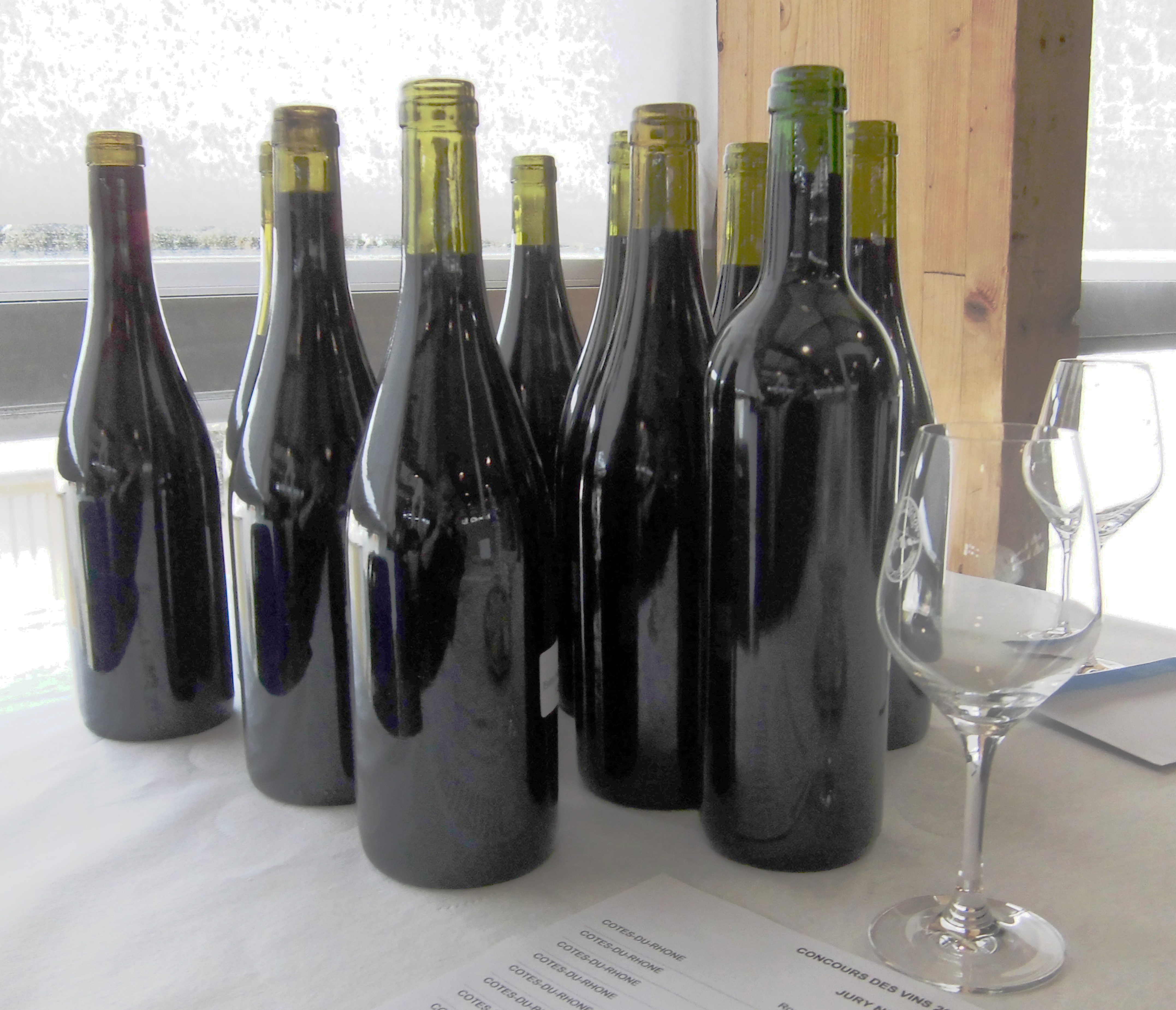
Ardèche IGP rouge

Dans la région de la vallée du Rhône, l'IGP jouxte territorialement les grands crus des côtes-du-rhône (côte-rôtie, saint-joseph, cornas, saint-péray). C'est en limite de ces aires délimitées en AOC, que se trouvent les parcelles aptes à pouvoir revendiquer la labellisation de leurs vins en indication géographique protégée. Leurs cépages sont soit identiques à leurs grands voisins (syrah N, viognier B) ou des cépages nobles venus d'autres grandes régions viticoles (merlot N, cabernet-sauvignon N, caladoc N, etc.).
Dans la zone du Coiron, qui se trouve en limite avec le Bas-Vivarais, s'est développée une viticulture importante en dépit des aléas climatiques. Les vignes sont en effet soumises à des amplitudes thermiques liées essentiellement à l’altitude. Les viticulteurs, pour pallier cet inconvénient, ont choisi des cépages précoces qui souffrent moins de ces variations. De plus ces variétés permettent d'élaborer, surtout en rosé, des vins typés et à forte personnalité.
Par contre, en Bas-Vivarais, les meilleurs vins sont produits à partir des vignes implantées sur des coteaux et des plateaux secs et arides. Le grenache N se complait en coteaux alors que la syrah N préfère les sols un peu plus riches. Dans cette zone, sévit la sécheresse estivale et la végétation endémique est de type méditerranéen. On y rencontre le thym, la sarriette, le fenouil, l'aspic et la lavande dont les senteurs se retrouveront dans les arômes des vins.
Dans les Cévennes, la vigne s'est très bien adaptée dans un terroir dont l'altitude moyenne se situe entre 200 et 900 mètres d’altitude. Les vignobles sont installés sur des faïsses - terrasses soutenues par des murets de pierres sèches - soigneusement entretenues par les viticulteurs. Ces emplacements, exposés plein sud, offrent aux raisins d'excellentes conditions de maturité phénolique. Les cépages les plus utilisés sont le gamay N, implanté en moyenne altitude, en partie basse des Cévennes méridionales, tandis que les syrah N, cinsault N, grenache N et chatus N occupent les coteaux.

### Commercialisation
Alors que l'importance des caves indépendantes devient significative, 85 à 90 % de la production ardéchoise est toujours issue de la coopération. L'Union des vignerons des coteaux de l’Ardèche (UVICA) est un groupement de 22 caves coopératives qui commercialise ses vins, depuis 30 ans, sous la marque Vignerons Ardéchois. Par ses techniciens, l'UVICA suit sa production de la parcelle de vigne jusqu'à sa commercialisation assurant, année après année, un produit de qualité.